# Bactrocera matsumurai
Bactrocera matsumurai är en tvåvingeart som först beskrevs av Tokuichi Shiraki 1933.  Bactrocera matsumurai ingår i släktet Bactrocera och familjen borrflugor. Inga underarter finns listade.